# Францишкув (Скерневицький повіт)
Францишкув (пол. Franciszków) — село в Польщі, у гміні Ковеси Скерневицького повіту Лодзинського воєводства.
Населення — 34 особи (2011).
У 1975-1998 роках село належало до Скерневицького воєводства.

## Демографія
Демографічна структура станом на 31 березня 2011 року:
|          | Загалом | Допрацездатний вік | Працездатний вік | Постпрацездатний вік |
| -------- | ------- | ------------------ | ---------------- | -------------------- |
| Чоловіки | 17      | 2                  | 14               | 1                    |
| Жінки    | 17      | 1                  | 11               | 5                    |
| Разом    | 34      | 3                  | 25               | 6                    |